# Eduardo III de Inglaterra
Eduardo III de Inglaterra (Windsor, 13 de novembro de 1312 – Londres, 21 de junho de 1377) foi o Rei da Inglaterra de 1327 até sua morte. Ele é lembrado por seus sucessos militares e por restaurar a autoridade real depois do desastroso reinado de seu pai, Eduardo II. Eduardo III transformou o Reino da Inglaterra em uma das maiores potências militares da Europa. Durante seu reinado longo de mais de cinquenta anos também houve grandes desenvolvimentos na legislação e no governo – particularmente na evolução do parlamento inglês – além de devastações causadas pela Peste Negra.
Eduardo foi coroado rei aos quatorze anos de idade depois de seu pai ter sido deposto por sua mãe e Rogério Mortimer. Aos dezessete anos ele liderou um golpe contra Mortimer, o verdadeiro governante do país, começando seu reinado pessoal. Depois de uma campanha bem-sucedida na Escócia, ele declarou-se em 1337 herdeiro legítimo do trono francês, iniciando aquilo que ficaria conhecida como a Guerra dos Cem Anos. Apesar de alguns reveses iniciais, a guerra progrediu muito bem para a Inglaterra; vitórias em Crécy e Poitiers levaram ao favorável Tratado de Brétigny. Os anos finais de Eduardo foram marcados por fracassos internacionais e lutas internas, principalmente por causa de sua inatividade e fraca saúde.
Eduardo III era um homem temperamental, porém capaz de clemência incomum. Ele é de muitas maneiras um rei convencional cujo principal interesse era a guerra. Admirado na sua época e nos séculos seguintes, Eduardo foi chamado de um aventureiro irresponsável por historiadores posteriores como William Stubbs. Essa visão foi contestada recentemente e historiadores modernos lhe creditam com realizações importantes.

## Juventude

### Infância
Eduardo nasceu em Windsor, na Inglaterra, a 13 de novembro de 1312. Era filho de Eduardo II da Inglaterra (1284 - 1327) e Isabel de França (1295 - 1358) e quando ele possuía apenas 15 anos de idade seu pai morreu, sendo o mais velho de 5 filhos. Se casou e teve 12 filhos. Eduardo III era descendente de João sem Terra (1166 - 1216), filho mais novo de Henrique II (1133 - 1189), e de Guilherme, o Conquistador (1028 - 1087) e descendente de um antepassado distante de Rollo, duque da Normandia (845 d.C. - 932 d.C.).

### Destituição de Eduardo II
A 20 de janeiro de 1327, tendo Eduardo com apenas quatorze anos, a rainha Isabel de França e o seu amante Rogério Mortimer, 1.º Conde de March, destituem o rei. Eduardo III é coroado a 1 de fevereiro na Abadia de Westminster, em Londres, por Walter Reynolds, arcebispo da Cantuária, com Isabel e Mortimer atuando como regentes. Mortimer torna-se o dirigente da Inglaterra e submete constantemente o jovem rei ao desrespeito e humilhação.

### Tomada do poder

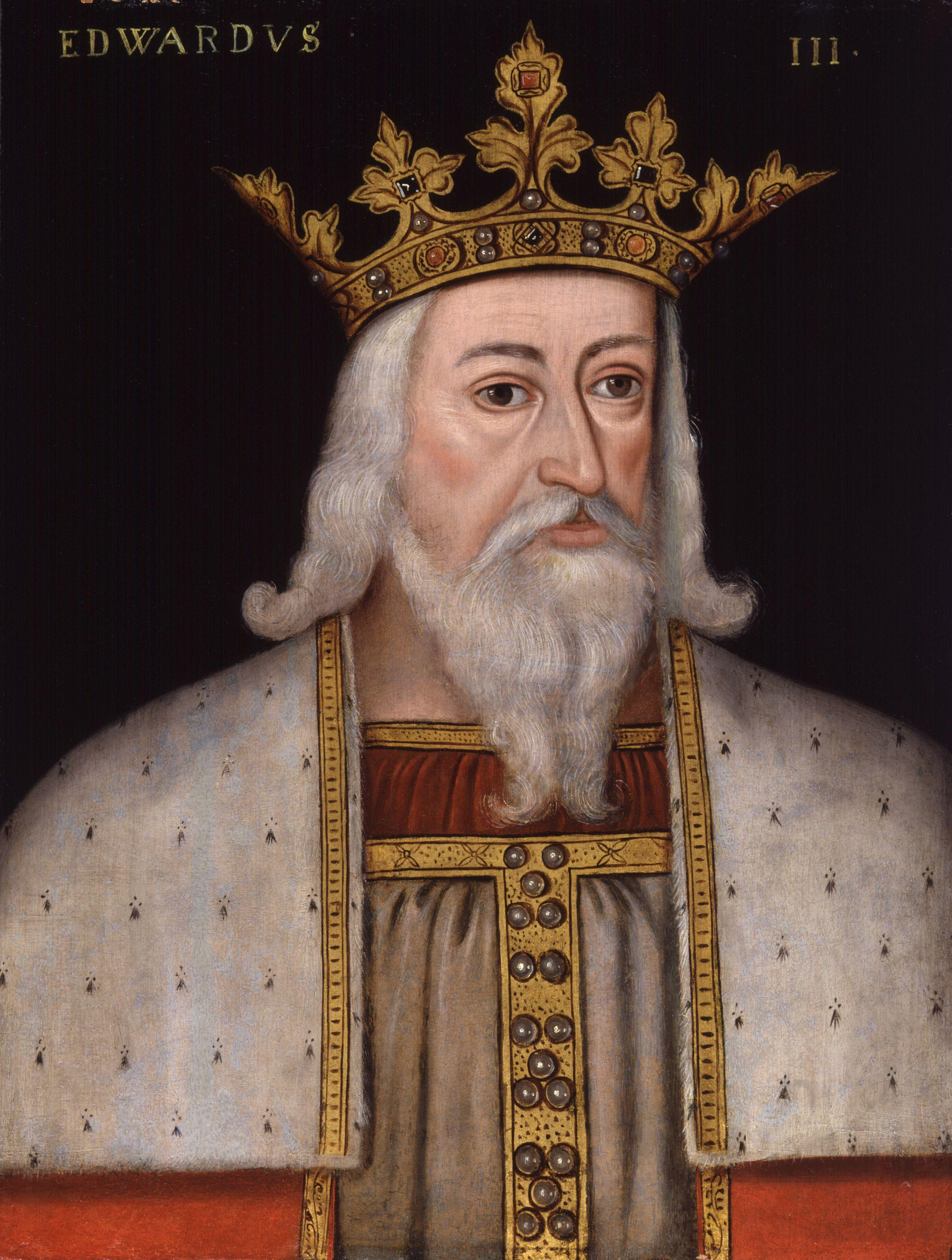
Eduardo III.

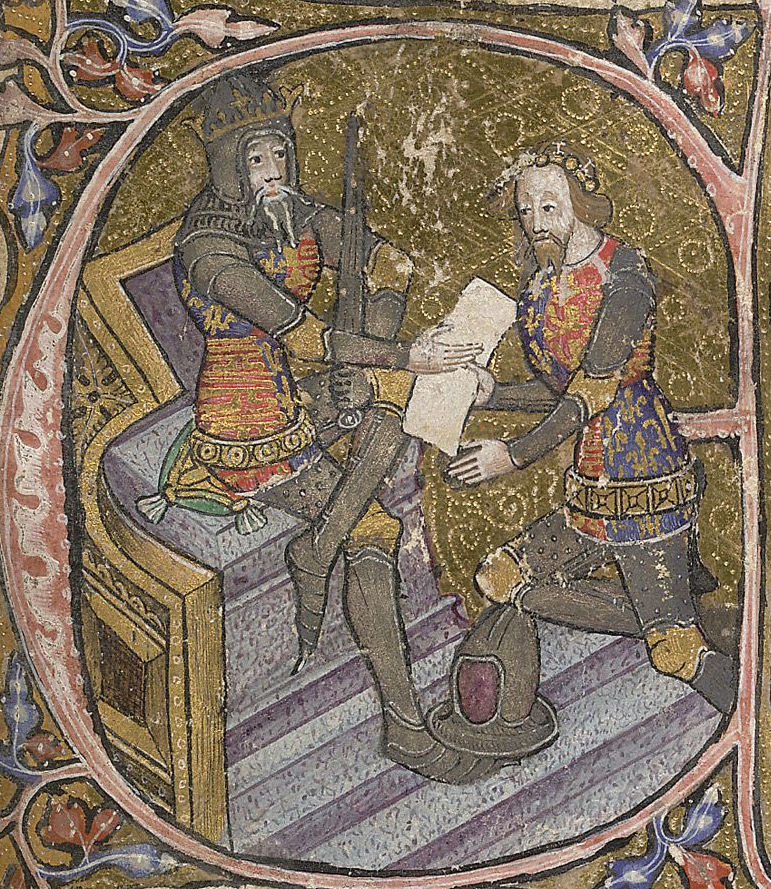
Eduardo III com o Príncipe Negro.

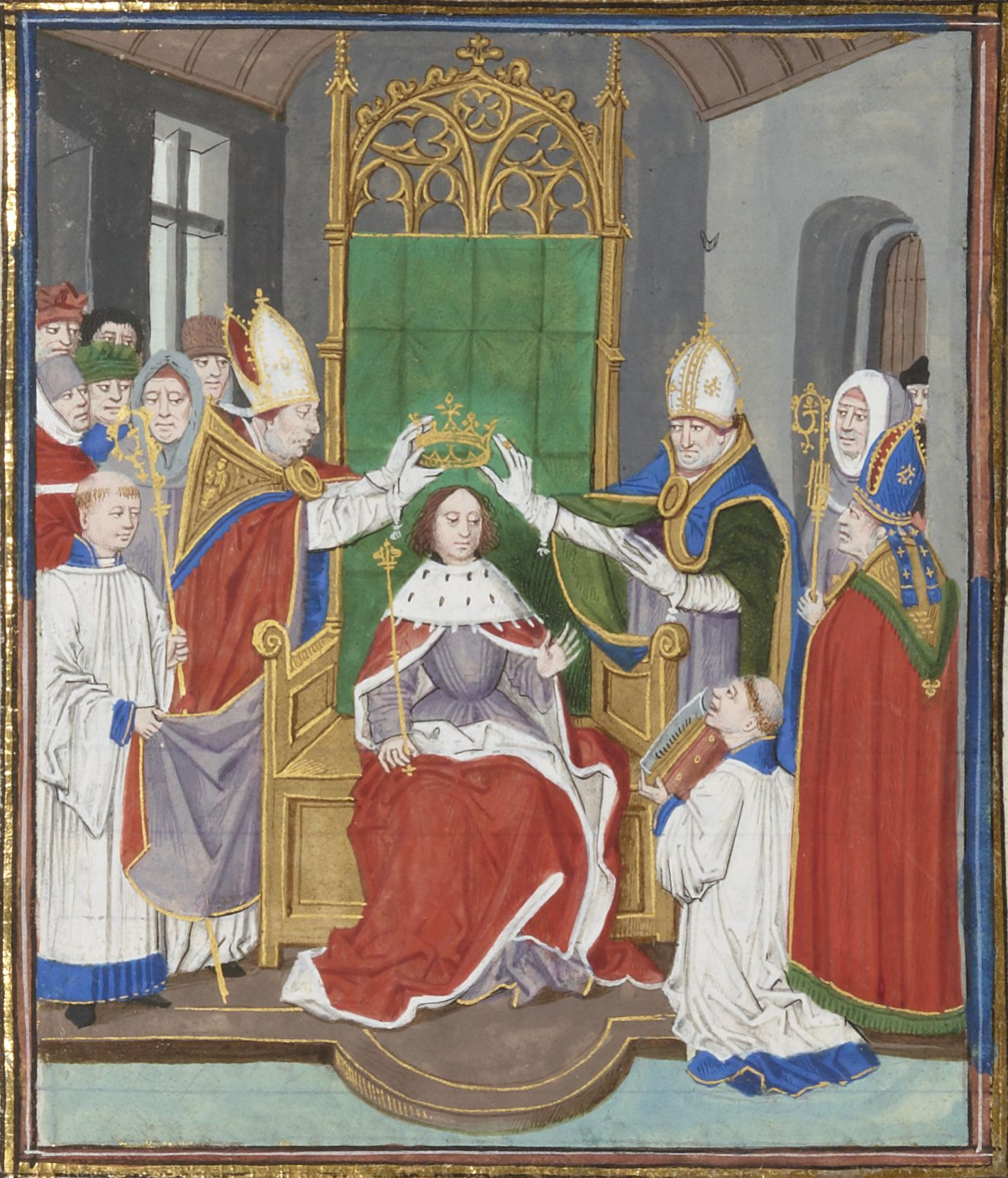
Coroação de Eduardo III (Biblioteca Nacional de França, Paris).

Rogério Mortimer sabia que a sua posição era precária, e mais ainda quando Eduardo e a sua esposa Filipa de Hainault, tiveram um filho, Eduardo, o Príncipe Negro, a 15 de junho de 1330. Mortimer utiliza o seu poder para adquirir propriedades e títulos de nobreza tais como conde do País de Gales. A maioria desses títulos eram de Edmundo Fitzalan, 2.º Conde de Arundel, leal a Eduardo II em sua luta frente a Isabel e Mortimer, executado a 17 de novembro de 1326. A ganância e arrogância de Mortimer levaram ao ódio dos nobres, pelo que nem tudo estava perdido para o jovem rei. A execução de Edmundo de Woodstock, meio-irmão de Eduardo II, em março de 1330, indigna os nobres e preocupou Eduardo III que se sentiu ameaçado.
O jovem e obstinado soberano decidiu governar sozinho e procurou escapar ao mesmo destino que o seu pai e seu tio, e procurou vingar-se das humilhações sofridas. Perto dos 18 anos, Eduardo estava pronto. A 19 de outubro de 1330, Mortimer e Isabel dormiam no Castelo de Nottingham. Um grupo fiel a Eduardo entrou na fortaleza por uma passagem secreta e surgiu no quarto de Mortimer. Mortimer foi preso em nome do rei e levado para a Torre de Londres. Despojado de suas terras e títulos, foi acusado de usurpar a autoridade real em Inglaterra. A mãe de rei - grávida do filho de Mortimer - suplicou misericórdia ao filho, mas em vão. Sem processo, Eduardo condenou Mortimer a morte. Este foi enforcado a 29 de novembro de 1330. Isabel foi exilada para o Castelo de Rising (Norfolk) onde é provável que tenha abortado. Aos 18 anos, a vingança de Eduardo terminou e ele tomou o poder em Inglaterra.

## Reinado
Em 24 de janeiro de 1328, se casou com Filipa de Hainault, com quem teve uma ampla descendência. Ao contrário de seu pai, Eduardo III tinha uma personalidade forte, revelada logo que atingiu a maioridade.
Eduardo III dedicou o início da década de 1330 para restaurar o domínio sobre a Escócia, que aproveitara a confusão na política inglesa durante o reinado de Eduardo II e dos anos que se seguiram, para readquirir sua independência. Com a conquista da vitória assegurada na batalha de Halidon Hill, em 1333, Eduardo III voltou-se para outro conflito marcante durante a Idade Média.
Em 1328, Carlos IV de França, o último dos três filhos de Filipe IV, morreu sem deixar um descendente do sexo masculino. Como na França vigorava a lei sálica, a Coroa passou para Filipe de Valois, um primo distante, que foi coroado como Filipe VI de França. Eduardo III era sobrinho do falecido Carlos IV, pelo lado materno, e considerou a sua pretensão mais razoável que a do Conde de Valois, apesar de a lei sálica tecnicamente o excluir da sucessão. Os franceses não aceitaram essa hipótese que resultaria numa perda de independência e confirmaram Filipe VI como rei. Depois de alguns conflitos diplomáticos, Eduardo III declarou hostilidade aberta à França, iniciando assim a famosa Guerra dos Cem Anos. O início das hostilidades foi marcado pelos sucessos da batalha de Crecy (1346) e da batalha de Poitiers (1356), e pela conquista de grande parte do Norte de França. Apesar disso, Eduardo III não fez nenhuma tentativa para ir mais longe e conquistar Paris, por exemplo. Entregado o controle da frente francesa ao filho Eduardo, o Príncipe Negro, que já se mostrava um notável líder militar, Eduardo III se concentrou na guerra com a Escócia. O resultado da campanha do Príncipe Negro foi excelente: a Inglaterra venceu a França na Batalha de Poitiers e Eduardo III teve a honra de ver o rei João II de França como seu prisioneiro. As condições de resgate detalhadas no Tratado de Brétigny garantiam o pagamento de 3 000 000 de coroas para o seu reino e cerca de um terço do território francês.
Apesar de se respeitarem mutuamente, Eduardo III e o seu primogénito não tinham uma relação muito harmoniosa nem partilhavam a mesma visão de como deveria ser a política interna. O casamento do príncipe de Gales com Joana de Kent tinha sido motivo de grande ressentimento para Eduardo III. No entanto, quando Eduardo de Gales morreu, em 1376, Eduardo III chorou a sua morte e se tornou melancólico. Morreu no ano seguinte, sendo sucedido pelo neto Ricardo.
Depois da morte de Eduardo III, a sucessão do trono inglês parecia assegurada, seja por Ricardo, ainda muito jovem, seja pelo grande número de filhos que Eduardo gerou. Porém, os conflitos que em breve ocorreriam, entre os diversos ramos da sua descendência, deram origem à Guerra das Rosas, onde os seus netos, divididos entre as casas de Iorque e Lencastre, disputaram a coroa numa sangrenta guerra civil. Durante seu reinado, foi estabelecida a Ordem da Jarreteira. Ele está enterrado na Abadia de Westminster.

## Descendência
Nota: Os seus filhos ficaram conhecidos pela cidade onde nasceram.
De sua esposa, Felipa de Hainault eles tiveram no total apenas 12 filhosː 
- Eduardo, Príncipe de Gales, o "Príncipe Negro" (15 de junho de 1330 – 8 de junho de 1376), casou com sua prima, Joana de Kent, e foi pai do rei  Ricardo II;
- Isabel de Coucy  (1332 - 1382), casou com Enguerrando VII de Coucy
- Joana de Inglaterra (1334/35 - 2 de setembro de 1348), foi noiva do infante Pedro I de Castela, porém, morreu de peste negra durante a viagem para Castela;
- Guilherme de Hatfield (1336 - 3 de março de 1337);
- Leonel de Antuérpia, Duque de Clarence (29 de novembro de 1338 - 17 de outubro de 1368), casou com Isabel de Burgh e Valentina Visconti de Milão, mas teve apenas uma filha;
- João de Gante, Duque da Aquitânia e de Lencastre (24 de junho de 1340 - 3 de fevereiro de 1399). Os seus descendentes formaram a Casa de Lencastre, a facção da rosa vermelha na Guerra das Rosas. Foi também pai de Filipa de Lencastre, mulher do rei João I de Portugal;
- Edmundo de Langley, Duque de Iorque (5 de junho de 1341 — 1 de agosto de 1402). Os seus descendentes formaram a Casa de Iorque, a facção da rosa branca na Guerra das Rosas;
- Branca Plantageneta (1342);
- Maria de Waltham (10 de outubro de 1344 - 25 de dezembro 1362), casou com João V, Duque da Bretanha;
- Margarida de Inglaterra (20 de julho de 1346 - 1 de outubro de 1361), casou com João Hastings, 2.° Conde de Pembroke;
- Tomás de Woodstock, Duque de Gloucester (7 de janeiro de 1355 - 8 de setembro de 1397), casou com Leonor de Bohun, irmã de Maria de Bohun, esposa de Henrique IV.

## Na cultura popular
Eduardo III é um dos principais personagens dos livros "A Loba de França" e "O Lis e o Leão" da série "Os Reis Malditos", sucesso literário de Maurice Druon.
O ator inglês Blake Ritson representa Eduardo III na minissérie World Without End que é baseada no livro de mesmo nome do autor Ken Follet.
No filme Coração de Cavaleiro Eduardo III aparece em um torneio de justa contra o protagonista Sir William (Heath Ledger).